# Morti nel 1354
| Questa pagina contiene informazioni ricavate automaticamente dalle voci biografiche con l'ausilio del template Bio e di un bot. L'aggiornamento è periodico e automatico e ricostruisce completamente la pagina. Se manca una persona in questa lista, sei pregato di non aggiungerla, ma accertati piuttosto che la sua voce biografica contenga il template Bio e che i dati anagrafici siano correttamente compilati. Se il template Bio manca, inseriscilo tu stesso o, in alternativa, metti l'avviso {{tmp\|Bio}} che ne segnala la mancanza. Se i dati riportati sono sbagliati, correggi direttamente la voce biografica; le modifiche saranno visibili in questa lista entro pochi giorni. Per chiarimenti vedi il progetto biografie. La lista contiene solo le 26 persone che sono citate nell'enciclopedia e per le quali è stato implementato correttamente il template Bio. Pagina aggiornata al 18 mag 2025. |

- 8 gennaio - Carlo de La Cerda, nobile (n. 1326)
- 21 gennaio - Baldovino di Lussemburgo, arcivescovo cattolico tedesco (n. 1285)
- 5 febbraio - Guarnieri d'Urslingen, nobile, condottiero e mercenario tedesco
- 25 febbraio - Fregnano della Scala, condottiero italiano
- 1º giugno - Kitabatake Chikafusa, scrittore e politico giapponese (n. 1293)
- 3 giugno - Francesco da Arquata, predicatore italiano
- 2 luglio - Lalle I Camponeschi, nobile e condottiero italiano
- 29 agosto - Fra Moriale, condottiero francese (n. 1303)
- 7 settembre - Andrea Dandolo, politico e diplomatico italiano (n. 1306)
- 5 ottobre - Giovanni Visconti, arcivescovo cattolico italiano
- 8 ottobre - Cola di Rienzo, politico e militare italiano (n. 1313)
- 19 ottobre - Yusuf I, sultano arabo (n. 1318)
- Carlo Alidosi, vescovo cattolico italiano
- Pietro Basejo, architetto e scultore italiano
- Giovanna di Châtillon, nobile francese
- Gregorio II di Alessandria, arcivescovo ortodosso egiziano
- Huang Gongwang, pittore cinese (n. 1269)
- Ladislao Kotromanić, nobile
- Baldracco Malabayla, vescovo cattolico italiano
- Maria di Avesnes, nobildonna francese (n. 1280)
- Nicola IV di Werle, principe
- Pietro Alfonso, conte di Barcelos, trovatore portoghese (n. 1287)
- Matteo Sclafani, nobile, politico e militare italiano
- Richard Swineshead, matematico e logico inglese
- Wu Zhen, pittore e poeta cinese (n. 1280)
- Alboino della Scala, politico italiano